# حكومة إسرائيل السابعة والعشرون
شكَّل الحكومة السابعة والعشرين لإسرائيل بنيامين نتنياهو من الليكود في 18 يونيو 1996. على الرغم من أن تحالفه الليكود - جيشر - تسوميت فاز بمقاعد أقل من حزب العمل, فقد شكل نتنياهو الحكومة بعد فوزه في أول انتخابات مباشرة على الإطلاق لرئيس الوزراء, وهزم بفارق ضئيل شاغل المنصب شمعون بيريز. كانت هذه الحكومة هي الأولى التي شكلها مواطن إسرائيلي ولد في الدولة بعد الاستقلال في عام 1948 (كانت الحكومة السابعة عشرة في 1974-1977 أول حكومة تشكلت من قبل إسرائيلي مولود في البلاد, على الرغم من أن رابين ولد في المنطقة قبل الاستقلال).
إلى جانب الليكود - جيشر - تسوميت, ضم نتنياهو أيضًا شاس، والحزب الديني الوطني، وإسرائيل بعالياه، ويهدوت هتوراة والطريق الثالث في الحكومة, مع حصول الائتلاف على 66 مقعدًا من 120 مقعدًا في الكنيست. كما تم دعم الحكومة, ولكن لم ينضم إليها, من قبل فصيل موليديت ذو المقعدين. غادر غيشر الائتلاف في 6 يناير 1998, لكن الحكومة ظلت في مكانها حتى 6 يوليو 1999, عندما شكل إيهود باراك الحكومة الثامنة والعشرين بعد هزيمة نتنياهو في انتخابات 1999 لمنصب رئيس الوزراء.

## أعضاء مجلس الوزراء
| المنصب                                       | الشخص                                             | الحزب                 |
| -------------------------------------------- | ------------------------------------------------- | --------------------- |
| رئيس وزراء                                   | بنيامين نتنياهو                                   | ليكود                 |
| نائب رئيس مجلس الوزراء                       | ديفيد ليفي (حتى 6 يناير 1998)                     | ليكود-جيشر-تسوميت     |
| نائب رئيس مجلس الوزراء                       | زيفولون هامر (حتى 20 يناير 1998)                  | الحزب الديني الوطني   |
| نائب رئيس مجلس الوزراء                       | رافائيل إيتان                                     | ليكود-جيشر-تسوميت     |
| نائب رئيس مجلس الوزراء                       | موشيه قصاب                                        | ليكود-جيشر-تسوميت     |
| وزير الزراعة                                 | رافائيل إيتان                                     | ليكود-جيشر-تسوميت     |
| وزير الاتصالات                               | ليمور ليفنات                                      | ليكود-جيشر-تسوميت     |
| وزير الدفاع                                  | إسحاق مردخاي (حتى 25 يناير 1999)                  | ليكود-جيشر-تسوميت     |
| وزير الدفاع                                  | موشيه آرنز (من 27 يناير 1999)                     | ليس عضوا في الكنيست 2 |
| وزير التربية والثقافة والرياضة               | زفولون هامر (حتى 20 يناير 1998)1                  | الحزب الديني الوطني   |
| وزير التربية والثقافة والرياضة               | إسحاق ليفي (من 25 فبراير 1998)                    | الحزب الديني الوطني   |
| وزارة البنية التحتية والطاقة والمياه 4       | إسحاق ليفي (حتى 8 يوليو 1996)                     | الحزب الديني الوطني   |
| وزارة البنية التحتية والطاقة والمياه 4       | أرييل شارون (من 8 يوليو 1996)                     | ليكود-جيشر-تسوميت     |
| وزير البيئة                                  | رافائيل إيتان                                     | ليكود-جيشر-تسوميت     |
| وزير المالية                                 | دان مريدور (حتى 20 يونيو 1997)                    | ليكود-جيشر-تسوميت     |
| وزير المالية                                 | بنيامين نتنياهو (20 يونيو - 9 يوليو 1997)         | ليكود-جيشر-تسوميت     |
| وزير المالية                                 | يعقوب نئمان (9 يوليو 1997 - 18 ديسمبر 1998)       | ليس عضوا في الكنيست   |
| وزير المالية                                 | بنيامين نتنياهو (18 ديسمبر 1998 - 23 فبراير 1999) | ليكود-جيشر-تسوميت     |
| وزير المالية                                 | مئير شطريت (من 23 فبراير 1999)                    | ليكود-جيشر-تسوميت     |
| وزير الخارجية                                | ديفيد ليفي (حتى 6 يناير 1998)                     | ليكود-جيشر-تسوميت     |
| وزير الخارجية                                | أرييل شارون (من 13 أكتوبر 1998)                   | ليكود-جيشر-تسوميت     |
| وزير الصحة                                   | تساحي هنغبي (حتى 12 نوفمبر 1996)                  | ليكود-جيشر-تسوميت     |
| وزير الصحة                                   | جوشوا ماتزا (من 12 نوفمبر 1996)                   | ليكود-جيشر-تسوميت     |
| وزير الإسكان                                 | بنيامين نتنياهو                                   | ليكود-جيشر-تسوميت     |
| وزير استيعاب المهاجرين                       | يولي أدلشتين                                      | إسرائيل بعالياه       |
| وزير الصناعة والتجارة                        | ناتان شارانسكي                                    | إسرائيل بعالياه       |
| وزير الداخلية                                | ايلي سويصا                                        | ليس عضوا في الكنيست 3 |
| وزير الأمن الداخلي                           | أفيغدور كهلاني                                    | Third Way             |
| وزير العدل                                   | يعقوب نئمان (حتى 10 أغسطس 1996)                   | ليس عضوا في الكنيست   |
| وزير العدل                                   | بنيامين نتنياهو (10 أغسطس - 4 سبتمبر 1996)        | ليكود-جيشر-تسوميت     |
| وزير العدل                                   | تساحي هنغبي (من 4 سبتمبر 1996)                    | ليكود-جيشر-تسوميت     |
| وزير العمل والرعاية الاجتماعية               | إيلي يشاي                                         | شاس                   |
| وزير الشؤون الدينية                          | بنيامين نتنياهو (حتى 7 أغسطس 1996)                | ليكود-جيشر-تسوميت     |
| وزير الشؤون الدينية                          | إيلي سويسا (7 أغسطس 1996 - 12 أغسطس 1997)         | ليس عضوا في الكنيست 3 |
| وزير الشؤون الدينية                          | بنيامين نتنياهو (12-22 أغسطس 1997)                | ليكود-جيشر-تسوميت     |
| وزير الشؤون الدينية                          | زيفولون هامر (22 أغسطس 1997 - 20 يناير 1998)1     | الحزب الديني القومي   |
| وزير الشؤون الدينية                          | بنيامين نتنياهو (20 يناير - 25 فبراير 1998)       | ليكود-جيشر-تسوميت     |
| وزير الشؤون الدينية                          | Yitzhak Levy (25 February – 13 September 1998)    | الحزب الديني الوطني   |
| وزير الشؤون الدينية                          | إيلي سويسا (من 13 سبتمبر 1998)                    | ليس عضوا في الكنيست 3 |
| وزير العلوم والتكنولوجيا                     | مايكل إيتان (حتى 13 يوليو 1998)                   | ليكود-جيشر-تسوميت     |
| وزير العلوم والتكنولوجيا                     | سيلفان شالوم (من 13 يوليو 1998)                   | ليكود-جيشر-تسوميت     |
| وزير السياحة                                 | موشيه قصاب                                        | ليكود-جيشر-تسوميت     |
| وزير النقل                                   | إسحاق ليفي (حتى 25 فبراير 1998)                   | الحزب الديني الوطني   |
| وزير النقل                                   | شاؤول يحلوم (من 25 فبراير 1998)                   | الحزب الديني الوطني   |
| وزير بلا حقيبة                               | شاؤول عمور (من 20 يناير 1999)                     | ليكود-جيشر-تسوميت     |
| وزير الشؤون العربية الإسرائيلية              | موشيه قصاب                                        | ليكود-جيشر-تسوميت     |
| نائب وزير بمكتب رئيس مجلس الوزراء            | يغئال بيبي (حتى 7 أغسطس 1996)                     | الحزب الديني الوطني   |
| نائب وزير بمكتب رئيس مجلس الوزراء            | مايكل إيتان (من 13 يوليو 1998)                    | ليكود                 |
| نائب وزير الدفاع                             | سيلفان شالوم                                      | ليكود                 |
| نائب وزير التربية والتعليم والثقافة والرياضة | موشيه بيليد (حتى 20 يناير 1998)                   | ليكود-جيشر-تسوميت     |
| نائب وزير التربية والتعليم والثقافة والرياضة | موشيه بيليد (28 يناير - 2 نوفمبر 1998)            | ليكود-جيشر-تسوميت     |
| نائب وزير التربية والتعليم والثقافة والرياضة | اليعازر ساندبرج                                   | ليكود-جيشر-تسوميت     |
| نائب وزير المالية                            | ديفيد ماجن (حتى 20 مايو 1997)                     | ليكود-جيشر-تسوميت     |
| نائب وزير الصحة                              | شلومو بنيزري                                      | شاس                   |
| نائب وزير الإسكان                            | مئير بوروش                                        | يهدوت هتوراة          |
| نائب وزير الشؤون الدينية                     | أرييه جمليئيل (13-22 أغسطس 1998)                  | شاس                   |
| نائب وزير الشؤون الدينية                     | يغئال بيبي (13 أغسطس 1996 - 20 يناير 1998)        | الحزب الديني الوطني   |
| نائب وزير الشؤون الدينية                     | أرييه جمليئيل (24 أغسطس 1997 - 20 يناير 1998)     | شاس                   |
| نائب وزير الشؤون الدينية                     | يغئال بيبي (من 25 يناير 1998)                     | الحزب الديني الوطني   |
| نائب وزير الشؤون الدينية                     | أرييه جمليئيل (من 25 يناير 1998)                  | شاس                   |

1 توفي في المنصب.
2 على الرغم من أن أرينز لم يكن عضوًا في الكنيست في ذلك الوقت, إلا أنه كان سابقًا عضوًا في الكنيست عن حزب الليكود.
3 على الرغم من أن سويسا لم يكن عضوًا في الكنيست في ذلك الوقت, فقد تم انتخابه لعضوية الكنيست على قائمة شاس في عام 1999.
4 تم تغيير اسم المنصب إلى وزير البنية التحتية الوطنية في 8 يوليو 1996.

## روابط خارجية
- الكنيست الثانية عشرة: موقع الكنيست الحكومي 27